# Корсак, Сигизмунд
Сигизмунд Корсак — представитель рода Корсак, родоначальник знатных родов Корсаковых, Милославских, чех, подданный Священной Римской империи.

## История
Жигмунт (Сигизмунд) Корсак, родом чех и подданный Священной Римской империи (хотя позднейшие русские родословные сказания называют его родственником князей литовских), въехал в Литву при великом князе Витовте. Имел трёх сыновей, один из которых — Фридрих — остался в Литве и стал родоначальником литовских Корсаков. Венцеслав и Милослав Жигмунтовичи сопровождали невесту великого князя Василия Софью Витовтовну в Москву, где остались (1390 год). От Милослава пошел род Милославских, а от Венцеслава — Корсаковых.
По царскому указу (15 мая 1677) 18 представителей рода Корсаковых получили право именоваться Римскими-Корсаковыми, поскольку род их «восприял начало в пределах Римских» — то есть в Чехии, входившей в состав Священной Римской империи.